# Agrilus hibisci
Agrilus hibisci es una especie de insecto del género Agrilus, familia Buprestidae, orden Coleoptera.
Fue descrita científicamente por Montrouzier, 1855.